# 舊格列布利亞
50°38′38″N 29°4′36″E / 50.64389°N 29.07667°E
舊格列布利亞（烏克蘭語：Стара Гребля）是烏克蘭北部的村莊，隸屬日托米爾州的日托米爾區。該村面積0.48平方公里，海拔高度169米，2001年人口89，人口密度每平方公里185.8人。